# Vieraea
Vieraea é um género botânico pertencente à família Asteraceae. Contém uma única espécie, Vieraea laevigata (Willd.) Webb ex Sch.Bip..